# Final da Copa Libertadores da América de 2002
A final da Copa Libertadores da América de 2002 foi a decisão da 43ª edição da Copa Libertadores da América. Foi disputada entre o Olimpia, do Paraguai e São Caetano, do Brasil em 24 e 31 de julho de 2002.
O Olímpia disputou sua quinta final sendo que saira vencedor em 1979 e 1990 e perdeu as finais de 1960,1989 e 1991.
São Caetano jogou sua primeira final da Copa Libertadores
No primeiro jogo da final, houve vitória do time brasileiro por 1 a 0. Na última e decisiva partida, o Olimpia vence o Azulão por 2 a 1 em casa mas, por não valer na final (ao contrário das demais etapas da competição) o critério de gol feito fora de casa, acaba perdendo na disputa por pênaltis para os paraguaios, que acabam como campeões.  

## Final
Jogo de ida
| 24 de julho   | Olimpia | 0 – 1 | São Caetano | Estádio Defensores del Chaco, Assunção |
| 20:45 (UTC-4) |         |       | Aílton 61'  | Árbitro: ARG Horacio Elizondo          |

| Olimpia | São Caetano |

|              |    |                     |     |     |
|              |    |                     |     |     |
| GK           | 1  | Ricardo Tavarelli   |     |     |
| DF           | 2  | Néstor Isasi        |     | 66' |
| DF           | 3  | Nelson Zelaya       |     |     |
| DF           | 4  | Henrique da Silva   |     |     |
| DF           | 5  | Julio Cáceres       |     |     |
| MF           | 6  | Julio Enciso        |     |     |
| MF           | 11 | Gastón Córdoba      |     | 68' |
| MF           | 15 | Juan Carlos Franco  |     |     |
| MF           | 16 | Sergio Órteman      | 41' |     |
| FW           | 9  | Richard Báez        |     | 60' |
| FW           | 10 | Miguel Benítez      |     |     |
| Substitutos: |    |                     |     |     |
| GK           | 12 | Danilo Aceval       |     |     |
| FW           | 7  | Mauro Caballero     |     | 60' |
| DF           | 13 | Virginio Cáceres    |     | 66' |
| MF           | 17 | Francisco Esteche   |     |     |
| MF           | 18 | Carlos Estigarribia |     |     |
| FW           | 21 | Hernán López        |     | 68' |
| DF           | 23 | Pedro Benítez       |     |     |
| Técnico:     |    |                     |     |     |
| Nery Pumpido |    |                     |     |     |

| SÃO CAETANO: |    |                |     |     |
|              |    |                |     |     |
| GK           | 1  | Silvio Luiz    |     |     |
| DF           | 2  | Russo          |     |     |
| DF           | 3  | Daniel         |     |     |
| DF           | 4  | Dininho        | 92' |     |
| DF           | 6  | Rubens Cardoso |     |     |
| MF           | 5  | Marcos Senna   | 70' |     |
| MF           | 8  | Aílton         |     | 65' |
| MF           | 10 | Anaílson       |     | 80' |
| MF           | 11 | Adãozinho      |     |     |
| FW           | 18 | Robert         |     | 62' |
| FW           | 9  | Somália        |     |     |
| Substitutos: |    |                |     |     |
| GK           | 12 | Luciano        |     |     |
| DF           | 7  | Serginho       |     | 62' |
| MF           | 13 | Marlon         |     | 65' |
| DF           | 14 | Bruno Quadros  |     |     |
| FW           | 15 | Jean Carlos    |     |     |
| MF           | 20 | Wágner         |     | 80' |
| FW           | 24 | Chininha       |     |     |
| Técnico:     |    |                |     |     |
| Jair Picerni |    |                |     |     |

| Assistentes: Jorge Rattalino Darío García Quarto árbitro: Héctor Baldassi |

Jogo de volta
| 31 de julho   | São Caetano | 1 – 2 | Olimpia                | Estádio do Pacembu, São Paulo           |
| 21:45 (UTC-3) | Aílton 31'  |       | Córdoba 49' · Báez 59' | Público: 32 000 Árbitro: COL Óscar Ruiz |

|                                        |     | Penalidades                          |  |
| Adãozinho Marcos Senna Marlon Serginho | 2–4 | Enciso Órteman López Mauro Caballero |  |

| São Caetano | Olimpia |

|                |    |                |     |     |
|                |    |                |     |     |
| GK             | 1  | Silvio Luiz    |     |     |
| DF             | 2  | Russo          | 40' |     |
| DF             | 3  | Daniel         |     |     |
| DF             | 4  | Dininho        |     |     |
| DF             | 6  | Rubens Cardoso |     |     |
| MF             | 5  | Marcos Senna   | 62' |     |
| MF             | 8  | Aílton         |     | 79' |
| MF             | 10 | Anaílson       | 93' | 93' |
| MF             | 11 | Adãozinho      |     |     |
| FW             | 18 | Robert         | 60' | 60' |
| FW             | 9  | Somália        |     |     |
| Substituições: |    |                |     |     |
| GK             | 12 | Luciano        |     |     |
| DF             | 7  | Serginho       |     | 60' |
| MF             | 13 | Marlon         |     | 93' |
| DF             | 14 | Bruno Quadros  |     |     |
| FW             | 15 | Jean Carlos    |     |     |
| MF             | 20 | Wágner         |     | 79' |
| FW             | 24 | Chininha       |     |     |
| Técnico:       |    |                |     |     |
| Jair Picerni   |    |                |     |     |

|                |    |                     |     |     |
|                |    |                     |     |     |
| GK             | 1  | Ricardo Tavarelli   |     |     |
| DF             | 2  | Néstor Isasi        |     |     |
| DF             | 3  | Nelson Zelaya       |     |     |
| DF             | 4  | Henrique da Silva   |     |     |
| DF             | 5  | Julio Cáceres       | 3'  |     |
| MF             | 8  | Victor Quintana     | 86' |     |
| MF             | 6  | Julio Enciso        | 92' |     |
| MF             | 11 | Gastón Córdoba      |     | 73' |
| MF             | 16 | Sergio Órteman      | 61' |     |
| FW             | 9  | Richard Báez        |     | 81' |
| FW             | 10 | Miguel Benítez      | 61' | 61' |
| Substituições: |    |                     |     |     |
| GK             | 12 | Danilo Aceval       |     |     |
| FW             | 7  | Mauro Caballero     |     | 73' |
| MF             | 15 | Juan Carlos Franco  |     | 81' |
| MF             | 17 | Francisco Esteche   |     |     |
| MF             | 18 | Carlos Estigarribia |     |     |
| FW             | 21 | Hernán López        |     | 61' |
| DF             | 23 | Pedro Benítez       |     |     |
| Técnico:       |    |                     |     |     |
| Nery Pumpido   |    |                     |     |     |

| Assistentes: Oswaldo Díaz Eduardo Botero Quarto árbitro: Felipe Russi |

## Transmissão

### No Brasil
No Brasil, os jogos foram transmitidos pelo canal de televisão aberta Rede Globo e pelos canais de televisão à cabo SporTV e BandSports.

### Outros países
As partidas foram transmitidas pela Fox Sports para toda a América Latina e para os Estados Unidos. E, além disso, mais de cem países em todo o planeta assistiram as partidas da grande final da Copa Libertadores 2008.